# Calvin Nash
Pour les articles homonymes, voir Nash.

a Compétitions nationales et continentales officielles uniquement.

b Matchs officiels uniquement.
Dernière mise à jour le 1 août 2025.
Calvin Nash, né le 8 août 1997 à Limerick (Irlande), est un joueur international irlandais de rugby à XV. Il évolue au poste d'ailier au sein de l'effectif du Munster en United Rugby Championship.

## Biographie

### Jeunesse et formation
Calvin Nash naît le 8 août 1997 à Limerick dans la province du Munster en Irlande. Il grandit ensuite dans le village de Crecora (en) au sud de Limerick.
À l'âge de dix ans, il commence la pratique du rugby à XV au sein du club du Young Munster RFC,. Avant ce sport, il joue au hurling et au football, ses parents ne l'autorisant pas à pratiquer le rugby qui n'est pas un sport prisé dans sa famille.
Au niveau scolaire, il fréquente le Crescent College Comprehensive, basé dans sa ville natale,, où il joue pour l'équipe de rugby à XV de l'établissement. Avec cette équipe, il remporte la Munster Schools Senior Cup en battant Ardscoil Rís en finale lors de sa quatrième année. En parallèle, à seize ans, il fait partie d'une sélection scolaire irlandaise des moins de 18 ans qui atteint la finale d'une championnat d'Europe. Puis, il fait partie de l'effectif des moins de 18 ans du Munster qui remporte une compétition interprovincial en 2014-2015.
En 2016, il intègre l'Academy (centre de formation) du Munster. La même année, il fait ses débuts sénior avec le club du Young Munster RFC en championnat d'Irlande.

### Début de carrière professionnelle (2016-2022)
La même année, à partir d'octobre et durant la saison 2016-2017, Calvin Nash dispute la British and Irish Cup avec le Munster A (équipe réserve du Munster). Plus tard dans la saison, son équipe remporte la compétition mais il ne dispute pas la finale. Au total, il dispute cinq rencontres et inscrit un essai durant cette campagne. En janvier 2017, il est sélectionné avec l'équipe d'Irlande des moins de 20 ans pour le Tournoi des Six Nations des moins de 20 ans. Le mois suivant, il fait ses débuts professionnels avec l'équipe première du Munster lors d'un match de Pro12 où il est titularisé au poste d'ailier contre Édimbourg Rugby,. Ce mois-ci et le mois suivant, il participe à quatre rencontres en tant que titulaire dans le Tournoi des Six Nations des moins de 20 ans et inscrit un essai, tout en étant le capitaine de la sélection,. En mai suivant, il est de nouveau convoqué avec cette sélection pour le Championnat du monde junior 2017. Durant la compétition, il dispute quatre rencontres dans le rôle de titulaire et marque trois essais. 
Lors de la saison suivante, il dispute son deuxième match avec le Munster lors de la neuvième journée de Pro14 sur le terrain des Zebre, il inscrit le premier essai de sa carrière quelques minutes après son entrée en jeu et contribue au succès de son équipe. Au mois de janvier 2018, il signe un contrat development (espoir) d'un an, son premier contrat professionnel. Durant la saison, il gagne en temps de jeu et dispute un total de sept rencontres, cinq en tant que titulaire, pour deux essais inscrits. À l'issue de cet exercice, il fait partie des nommés pour le prix de l'Academy Player of the Year (joueur de l'année du centre de formation). 
Pendant la saison 2018-2019, il intègre définitivement l'effectif sénior et signe une prolongation de contrat avec le Munster en décembre 2018. Cependant, il ne dispute seulement que trois rencontres durant la saison en raison d'une blessure à la cheville,.
En 2019-2020, il voit son temps de jeu augmenter, il fait notamment ses débuts en Coupe d'Europe lors de la sixième journée de la phase de groupe lorsqu'il est titularisé contre les Ospreys. Au total, il joue dix matchs et inscrit trois essais toutes compétitions confondues.
En février 2021, il signe une nouvelle prolongation de contrat le faisant rester au Munster pour deux saisons supplémentaires. Cette saison-là, son temps de jeu n'augmente cependant pas, il ne prend part qu'à huit rencontres et inscrit un essai.

### Premières convocations en équipe d'Irlande, vainqueur de l'URC (depuis 2022)
Au mois de septembre 2022, Calvin Nash est nommé dans le groupe de l'Emerging Ireland (en) pour disputer une tournée en Afrique du Sud dans le cadre du Toyota Challenge (en). Durant cette tournée, il joue deux rencontres sur trois, inscrivant un essai,. Au mois d'octobre, il voit son contrat avec le Munster être prolongé une nouvelle fois pour deux saisons. Ce mois-ci, il est sélectionné pour les test matchs d'automne dans le groupe de l'équipe d'Irlande pour la première fois. Début novembre, il dispute une rencontre avec l'équipe d'Irlande A (en) (équipe réserve irlandaise) face aux All Blacks XV (en), l'équipe réserve de la Nouvelle-Zélande, il est titulaire mais l'Irlande A s'incline 47-19. De retour avec sa province, il voit son temps de jeu augmenter considérablement et s'impose comme un titulaire. Par la suite, durant la saison, il est éliminé avec son équipe dès les huitièmes de finale de Champions Cup par l'équipe sud-africaine des Sharks. Puis, son équipe se qualifie en finale du United Rugby Championship après avoir battu le Leinster en demi-finale. En finale, les Irlandais affrontent les Sud-Africains des Stormers, et Calvin Nash est titulaire pour cette rencontre. Le Munster s'impose 19 à 14, Nash inscrit notamment un essai, et la province remporte cette compétition pour la première fois depuis 2011,. Cette saison-là, il dispute dix-sept  rencontres avec le Munster, la totalité en qualité de titulaire et il inscrit sept essais. Plus tard, il est retenu dans la pré-liste pour préparer la Coupe du monde 2023.
Début août, il connaît sa première cape internationale lorsqu'il entre en jeu contre l'Italie en match de préparation pour la Coupe du monde. Cependant, il ne fait pas partie du groupe final des 33 joueurs sélectionnés pour la compétition,. De retour avec sa province, il enchaîne les rencontres en tant que titulaire. En janvier 2024, lors de la troisième journée de Champions Cup sur le terrain du RC Toulon, il inscrit l'essai du bonus offensif lors du succès 29 à 18 de son équipe. Le même mois, il est sélectionné pour le Tournoi des Six Nations. Pour la première journée de la compétition, il est annoncé qu'il est titularisé pour la première fois avec l'Irlande, profitant du forfait du titulaire habituel Mack Hansen. Lors de cette rencontre, il inscrit son premier essai international et délivre une bonne performance, contribuant à la victoire 38 à 17 de son équipe contre la France. De nouveau titulaire pour la deuxième journée, il inscrit le dernier essai des siens lors du large succès 36 à 0 contre l'Italie. Il garde sa place dans le XV de départ pour la suite de la compétition et est un élément clé du sacre des siens dans le Tournoi. De retour au Munster, il dispute les cinq derniers matchs de la saison et clôt celle-ci avec dix-huit rencontres pour six essais. Par la même occasion, il signe une nouvelle prolongation de contrat avec le Munster le liant désormais jusqu'en 2026. En juin, il est sélectionné pour la tournée estivale avec l'Irlande. Il est titularisé lors des deux matchs contre l'Afrique du Sud où il se met en évidence en étant le meilleur franchisseur de son équipe,.
Durant l'automne 2024, Calvin Nash effectue son retour en sélection irlandaise pour les test matchs de fin d'année. Cependant, avec le retour de blessure de Mack Hansen, il n'est pas utilisé durant les quatre matchs. Il est ensuite sélectionné pour le Tournoi des Six Nations 2025. Lors de la deuxième journée, il profite du forfait de Mack Hansen pour être titularisé contre l'Écosse. Pendant ce match, il inscrit un essai et l'Irlande s'impose 32 à 18. Deux journées plus tard, grâce au forfait de James Lowe, il est titularisé contre la France. Durant la rencontre, il est coupable d'un contact tête contre tête sur Pierre-Louis Barassi, qui ne revient pas en jeu, et écope d'un carton jaune, le XV du Trèfle s'incline 27 à 42. Pour ce geste, il est cité par l'encadrement du XV de France après le match mais n'est finalement pas plus sanctionné. De retour avec sa province, le Munster se qualifie jusqu'en quart de finale de l'URC. Lors de ce match, il inscrit un essai mais son équipe est battue à la suite d'une prolongation et des tirs au but par les Sharks. Avec le Munster, il dispute dix-neuf matchs pour six essais inscrits durant la saison. En suivant, il est convoqué pour la tournée d'été contre la Géorgie et le Portugal. Au cours du match contre le Portugal, il participe au succès record des Irlandais sur le score de 106 à 7 en inscrivant un essai.

## Statistiques

### En équipe nationale

#### Jeunes
Calvin Nash dispute huit matchs, sept en tant que titulaire, avec l'équipe d'Irlande des moins de 20 ans en une saison, prenant part à une édition du Tournoi des Six Nations des moins de 20 ans en 2017 et à une édition du Championnat du monde junior en 2017. Il inscrit vingt points, quatre essais.

#### Senior
Calvin Nash compte 12 sélections dont 9 en tant que titulaire, depuis sa première sélection le 5 août 2023 face à l'Italie. Il inscrit vingt points, quatre essais.

## Palmarès

### En province
- Vainqueur de la British and Irish Cup en 2017 avec le Munster A.
- Finaliste du Pro14 en 2021 avec le Munster.
- Vainqueur du United Rugby Championship en 2023 avec le Munster.

### En équipe nationale
- Vainqueur du Tournoi des Six Nations en 2024 avec l'équipe d'Irlande.
- Vainqueur de la Triple couronne en 2025 avec l'équipe d'Irlande.